# 弗劳恩贝格
弗劳恩贝格（發音：[ˈfʁaʊnbɛʁk] ⓘ）是德国巴伐利亚州上巴伐利亚行政区埃尔丁县的市镇，面积42.36平方千米，2023年12月31日人口为3,966人。